# Belehalok (Majka-dal)
A Belehalok a Majka, Curtis & BLR rap trió dala, amely 2012. április 3-án jelent meg. A dal a Belehalok albumnak, Majka 4. stúdióalbumának  második kislemeze volt. A videóklipje március 27-én debütált a YouTube-on és az év végére a legnézettebb magyar zenei videóklip lett több mint 24 milliós nézettséggel. A Belehalok Majka legsikeresebb dala, Curtis és BLR ezzel a dallal szerezte meg nagy hírnevét és a közönség kegyeit. 2012 végére az év legtöbbet letöltött magyar dala és egyben az addig legtöbbet letöltött magyar dal lett. 2022-re már több mint 70 milliós YouTube-nézettséget ért el, amit azóta sem sikerült egy magyar dalnak sem.